# Захист Твінкі

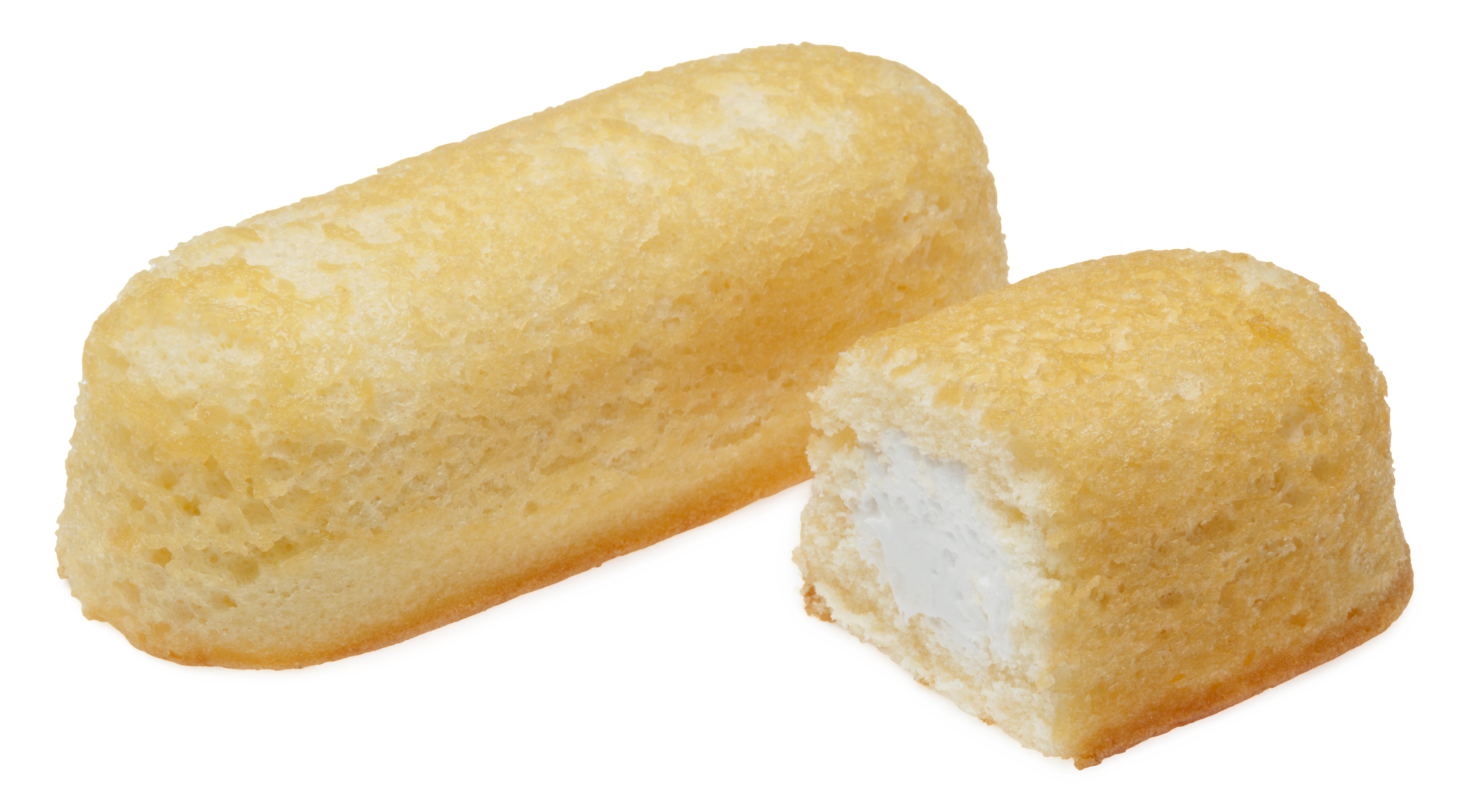
Десерт «Twinkies»

 Фраза «Захист Twinkie» походить від десерту «Twinkies», харчового продукту, відомого високим вмістом цукру та відсутністю будь-яких натуральних компонентів. «Захист Twinkie» є насмішливим ярликом для позначення неймовірного юридичного захисту. 
Це не визнаний тип захисту в юриспруденції, а загальний термін, винайдений журналістами під час висвітлення судового процесу над підсудним Дэном Уайтом за вбивство члена міської наглядової ради Сан-Франциско Харві Мілка і мера Джорджа Москона.
Захист Уайта полягав у тому, що внаслідок депресії він втратив здатність здорово мислити. Зміна його раціону харчування від здорової їжі до «Twinkies» та інших солодких продуктів, як заявлялось, стали причинами депресії. Всупереч загальній думці, адвокати Уайта не стверджували, що «Twinkies» були причиною дій Уайта, але їхнє споживання стало основною причиною його депресії. Уайт був засуджений за вбивство, вчинене в стані афекту.

## Походження

Гарві Мілк

Вираз походить від судового процесу 1979 року над Дэном Уайтом, колишнім поліцейським і пожежником Сан-Франциско, і, до самого злочину, начальником міського округу. 27 листопада 1978 року Уайт вбив міського голову Джорджа Москона і члена міської наглядової ради Гарві Мілка. На судовому розгляді психіатр Мартін Бліндер засвідчив, що на момент вчинення злочину Уайт був пригнічений і мав кілька змін поведінки, які вказували на депресію: він залишив роботу; він ухилявся від контактів зі своєю дружиною; і хоча звичайно мав охайний вигляд - став невиразним та змарнілим. Крім того, Уайт раніше був фанатиком фітнесу та пропагандистом здорової їжі, але почав споживати нездорову їжу та напої з цукром, такі як Coca-Cola. Як додаткове зауваження, Бліндер згадав теорії про те, що елементи дієти можуть погіршити існуючі зміни настрою . Інший психіатр, Джордж Соломон, засвідчив, що Уайт "вибухнув" і був "свого роду на автоматичному пілоті" під час вбивств. Той факт, що Уайт вбив Москоне і Мілка не був оскаржений, але - частково через свідчення Бліндера та інших психіатрів - оборона успішно переконала присяжних, що спроможність Уайта до раціонального мислення була зменшена; присяжні визнали, що Уайт був не в змозі мати намір, необхідний для засудження за вбивство першого ступеню, і замість цього засудив його за вбивство, вчинене в стані афекту. Публічні протести за вирок призвели до повстання "Білої ночі". 

## Зменшена здатність мислити
"Twinkies" ніколи не були згадані в залі суду під час судового розгляду справи Уайта, також захист не стверджував, що у Уайта був зафіксований піковий показник цукру в крові, що і стало результатом вбивства. Проте, користування одним з репортерів терміну «Захист Твінкі» стало популярним, що, однак, призвело до обурення з боку громадськості. Ці події було згадано наприкінці 2008 року у біографічному фільмі про Гарві Мілка. У бонусній програмі на DVD - The Times of Harvey Milk, документальному фільмі про життя і смерть Мілка, адвокати Уайта пояснюють, що вони насправді аргументували в суді. 
Правовий захист, який використовували адвокати Уайта, полягав у тому, що його розумові здібності були зменшені, а споживання нездорової їжі було представлено присяжним як один з багатьох симптомів, а не причина депресії Уайта.
На наступний день після винесення вироку журналіст Херб Каен написав у газеті Сан-Франциско Хроніклс про підтримку поліцією Уайта, що був колишнім поліцейським, та їхню «нелюбов до гомосексуалів» і згадав «Захист Твінкі». Проте новини, опубліковані після судового розгляду, часто трактували аргументи оборони неточно, стверджуючи, що оборона представила нездорову їжу як причину депресії і / або зменшення мозкових потужностей Уайта, замість того, щоб показувати їх симптомом існуючої депресії. Дэна Уайта будо засуджено на 7 років ув'язнення. Відсидівши п'ять років свого семирічного покарання у державній в'язниці Соледад, Уайт був звільнений 7 січня 1984 року.  Менше ніж через 2 роки Уайт вчинив самогубство отруєнням чадним газом.